# Nouvelliste vaudois
Der Nouvelliste vaudois (Waadtländer Novellist) war eine Schweizer Zeitschrift im Kanton Waadt. 
Die Zeitschrift wurde 1822 unter dem Titel «L’Ami de la vérité. Journal du canton de Vaud» (Der Freund der Wahrheit. Zeitschrift des Kantons Waadts) vom Buchhändler und späteren Lausanner Staatsrat Henri Fischer gegründet. Ab 1824 griff sie den Namen des früheren «Nouvelliste vaudois et étranger» auf, der 1798 gegründet und 1804 verboten worden war. Zunächst erschien sie zweimal wöchentlich, kämpfte ab 1836 unter Henri Druey gegen die im Rahmen der Restauration in den Kantonen etablierte politische Ordnung und setzte sich für die öffentliche Freiheit sowie eine Bundesverfassung ein, die aber erst 1848 realisiert wurde.
Der Zeitschrift wird eine wichtige Rolle bei der Einberufung eines Verfassungsrats und der liberalen Revolution im Jahr 1830 im Kanton Waadt zugeschrieben. Die Zeitung wurde um 1845 zum Parteiorgan der radikalen Partei (Parti radical) und führte 1846 bezahlte Anzeigen ein. 1848 erwarb Louis-Henri Delarageaz die Zeitschrift. Ab 1849 erschien sie dreimal wöchentlich und ab 1856 an jedem Werktag unter dem neuen Namen «Nouvelliste vaudois et journal suisse». Ab 1891 wurde sie unter dem Titel «Nouvelliste vaudois. Journal libéral-démocratique» die Parteizeitschrift der Liberalen (Parti libéral vaudois) (heute Teil von FDP.Die Liberalen). Im Jahr 1914 wurde sie eingestellt.
Das komplette Archiv ist in der Kantons- und Universitätsbibliothek Lausanne einsehbar.